# Cagny (Calvados)
Cagny è un comune francese di 1 454 abitanti situato nel dipartimento del Calvados nella regione della Normandia.

## Società

### Evoluzione demografica
Abitanti censiti